# Modolo
Modolo (sardinsky: Mòdolo) je italská obec (comune) v provincii Oristano v regionu Sardinie. Nachází se ve výšce 134 metrů nad mořem a má 170 obyvatel. Rozloha obce je 2,47 km².